# Иванов, Семён Павлович (генерал)
Семён Павлович Иванов (31 августа (13 сентября) 1907 года — 26 сентября 1993 года) — советский военачальник, Герой Советского Союза (1945), генерал армии (1968), профессор (1970).

## Биография
Родился 31 августа (13 сентября) 1907 года в деревне Поречено Поречского уезда в многодетной (7 детей, двое из которых умерли в детстве) семье крестьян. Русский.
В 1919 году по окончании местной четырёхклассной школы переехал в Смоленск, поступил ремонтным рабочим на железную дорогу и одновременно в 1920 году продолжил обучение в школе второй ступени. С 1921 года состоял в переменном составе Частей особого назначения (ЧОН).
В сентябре 1926 года добровольно пошёл в Красную Армию и был направлен в 1-ю Московскую пехотную школу имени М. Ю. Ашенбреннера. По окончании школы в 1929 году назначен командиром пулемётного взвода в 46-й стрелковый полк 16-й стрелковой дивизии имени В. И. Киквидзе. В том же году вступил в ВКП(б). В этом полку служил далее командиром роты, начальником полковой школы, командиром батальона и помощником командира полка. В 1936 году с должности исполняющего обязанности командира полка капитан Иванов был направлен на учёбу в Военную академию РККА имени М. В. Фрунзе.
В конце 1938 года с группой из 10 командиров и 20 проходивших обучение в СССР испанцев был направлен в Испанию для участия в гражданской войне на стороне республиканцев. Но ввиду резкого ухудшения обстановки на фронтах группа, которая успела добраться до французского Гавра, была возвращена в СССР. 
В январе 1939 года досрочно выпущен из академии в звании подполковника (государственные экзамены сдавл в мае того же года) и был направлен в штаб Уральского военного округа помощником начальника оперативного отдела. В декабре 1939 года назначен начальником штаба 1-го стрелкового корпуса 8-й армии. В этой должности принимает участие в советско-финской войне 1939—1940 годов. За мужество и отвагу, проявленные в этих боях на Карельском перешейке, был награждён первым орденом Красного Знамени.

### Великая Отечественная война
В июне-декабре 1941 года — начальник оперативного отдела — заместитель начальника штаба 13-й армии (Западный, Брянский фронты). В оборонительных боях армии за Молодечно, Минск, Могилёв Иванов часто находился в боевых порядках, лично организовывал оборону и возглавлял контратаки. За организацию обороны Минска и рубежей на Днепре и Березине, а также за проведение Елецкой наступательной операции, был награждён орденами Ленина и Красного Знамени.
С 27 декабря 1941 года по 22 июля 1942 года — начальник штаба 38-й армии (Юго-Западный фронт). 
В июле-августе 1942 года — начальник штаба 1-й танковой армии (Юго-Западный фронт), формирующейся в районе города Калач-на-Дону.  в августе 1942 года — начальник оперативного отдела штаба Юго-Восточного фронта.
С 23 июля 1942 года — начальник штаба 1-й гвардейской армии (Юго-Восточный, Сталинградский, Донской фронты). В октябре-декабре 1942 года — начальник оперативного отдела штаба Юго-Западного фронта. На этих должностях принял активное участие в планировании и успешном осуществлении операции по разгрому немецких войск под Сталинградом.
С 10 декабря 1942 года, после гибели начальника штаба Юго-Западного фронта генерал-майора Г. Д. Стельмаха С. П. Иванов выдвигается при поддержке командующего Юго-Западным фронтом Н. Ф. Ватутина на должность начальником штаба Юго-Западного фронта.
Начальником штаба фронта у нас был Иванов. Очень порядочный человек, добросовестно относившийся к своим обязанностям. Но так как и сам командующий войсками фронта Ватутин был раньше больше штабистом, чем командиром, то Иванову не так-то легко было проявить свои таланты начальника штаба. Ватутин не только давал общие установки, как составлять план операции, но и сам часто садился за стол, брал линейку, карандаш, карты и начинал чертить стрелы и подсчитывать. Одним словом, брал на себя работу начальника штаба, а порою даже начальника оперативного отдела. Я полагал, что тут есть и положительная, и отрицательная стороны дела. Конечно, он перегружал себя и брал на себя работу, которую должны были делать начальник штаба и другие штабные офицеры.
С 31 мая по 20 октября 1943 года — начальник штаба Воронежского фронта, которым незадолго до этого был назначен высоко ценивший Иванова Н. Ф. Ватутин. Во главе штаба фронта участвовал в Курской битве и в битве за Днепр. После того, когда 20 октября 1943 года  Воронежский фронт был переименован в 1-й Украинский фронт, генерал С. П. Иванов стал начальником штаба 1-го Украинского фронта. Однако вскоре после освобождения Киева, 11 ноября 1943 года С. П. Иванов был снят с должности по приказу Верховного Главнокомандующего И. В. Сталина.

№ 378
ПРИКАЗ СТАВКИ ВГК № 30242 О СМЕНЕ НАЧАЛЬНИКА ШТАБА 1-го УКРАИНСКОГО ФРОНТА
11 ноября 1943 г. 04 ч 20 мин

1. Назначить генерал-лейтенанта Боголюбова А. Н. начальником штаба 1-го Украинского фронта, освободив от должности начальника штаба Северо-Западного фронта.

2. Генерал-лейтенанту Боголюбову немедленно выехать к новому месту службы.

3. Генерал-лейтенанту Иванову сдать, а генерал-лейтенанту Боголюбову принять дела штаба 1-го Украинского фронта, о чём донести Генеральному штабу.

Ставка Верховного Главнокомандования И. СТАЛИН А. АНТОНОВ

 № 379
ПРИКАЗ СТАВКИ ВГК № 30241 О СЛУЧАЯХ ПРЕДСТАВЛЕНИЯ ШТАБОМ 1-го УКРАИНСКОГО ФРОНТА НЕТОЧНЫХ СВЕДЕНИЙ И НАКАЗАНИИ ВИНОВНЫХ

11 ноября 1943 г. 05 ч 00 мин

В течение двух дней штаб 1-го Украинского фронта сообщал в Генеральный штаб противоречивые данные о положении в районе Фастовца: в чьих руках он находится — в наших или противника.
В боевом донесении № 0692, подписанном 09.11.1943. в 24.00 Ватутиным, Крайнюковым и Ивановым, указано, что Фастовец находится в наших руках и что были отражены две контратаки противника в направлении Фастовца, причём противник потерял сожжёнными 13 танков.
В то же время в оперсводке № 00505 штаба фронта, подписанной в 02.00 10.11.1943.  Ивановым и Тетёшкиным, указано, что к исходу дня 9.11.1943. противник занял Фастовец, потеряв при этом 13 танков сожжёнными.
Таким образом начальник штаба фронта Иванов одновременно подписал два противоречивых документа.
В течение дня 10.11.1943. о положении в районе Фастовца штаб фронта умалчивал и только к исходу дня 10.11.1943., в результате настойчивых требований Генерального штаба, было установлено, что Фастовец занят противником днём 10.11.1943.
Наряду с этим, после донесения Военного совета фронта о занятии нашими войсками города Гребёнки 9.11.1943., штаб фронта в течение дня 10.11.1943. также умалчивал о положении в районе Гребёнков, тогда, как оказалось, город Гребёнки был занят противником ещё утром 10.11.1943.
Того же 9.11.1943. начальник штаба Иванов лично по телефону «ВЧ» доложил Генштабу о занятии нашими войсками Брусилова, между тем, как выяснилось, этот пункт не занимался и до сих пор не занимается нашими войсками. Помимо этого со стороны начальника штаба фронта Иванова отмечались и ранее случаи неправдивых, несоответствующих обстановке докладов и стремление умолчать об имевших место неудачах на фронте.
Усматривая во всем этом несерьёзное отношение тов. Иванова к своим обязанностям, в результате чего Генеральный штаб и Ставка вводились в заблуждение, Ставка Верховного Главнокомандования приказывает:

1. Генерал-лейтенанта Иванова снять с должности начальника штаба 1-го Украинского фронта и направить его в распоряжение Главного управления кадров НКО.

2. Предупредить тов. Ватутина, что в случае повторения попыток представлять Генеральному штабу неточные сведения он — тов. Ватутин — будет привлечён к строжайшей ответственности.

3. Обязать всех работников штаба 1-го Украинского фронта придерживаться того, чтобы все донесения штаба были правдивы и точны, не поддаваясь при этом ничьему влиянию.

4. Настоящий приказ довести до начальников штабов дивизий включительно.

Ставка Верховного Главнокомандования И. СТАЛИН А. АНТОНОВ
С 22 ноября 1943 года по июнь 1944 года — начальник штаба Закавказского фронта, который прикрывал границу с Турцией и не вёл боевых действий.
С 2 июня 1944 года по июнь 1945 года — начальник штаба 3-го Украинского фронта. Отличился при проведении Ясско-Кишинёвской, Болгарской, Белградской, Будапештской и Апатин-Капошварской наступательных операций, Балатонской оборонительной операции, Венской и Грацско-Амштеттинской наступательных операций.

## Советско-японская война
В июне 1945 года генерал-полковник Иванов назначается начальником штаба Главного командования советских войск на Дальнем Востоке. За лето под его руководством была тщательно подготовлена операция по разгрому Квантунской армии. В ходе Маньчжурской стратегической наступательной операции умело руководил работой штаба, обеспечил непрерывное управление войсками, оперативно принимал решения по всем случаям изменения обстановки на фронтах.
Указом Президиума Верховного Совета СССР от 8 сентября 1945 года за умелое руководство войсками, личное мужество и отвагу, проявленные в боях, генерал-полковнику Иванову Семёну Павловичу присвоено звание Героя Советского Союза с вручением ордена Ленина и медали «Золотая Звезда».

## После войны
До марта 1946 года — начальник штаба Главного командования советских войск на Дальнем Востоке. С марта 1946 года — начальник штаба Белорусского военного округа, с ноября 1948 года — начальник штаба Группы советских оккупационных войск в Германии, с июня 1952 года — начальник штаба Одесского военного округа, с июля 1953 года — начальник штаба Московского военного округа, с апреля 1956 года — начальник штаба Киевского военного округа.
В сентябре 1959 года — декабре 1962 года — начальник Главного оперативного управления — помощник, затем заместитель начальника Генерального штаба Вооружённых Сил СССР. В 1962 году генерал-полковник Иванов, как заместитель начальника Генерального штаба, фактически руководил операцией «Анадырь» по переброске советских войск и вооружения на Кубу
В марте 1963 года — сентябре 1964 года — начальник штаба Сибирского военного округа. О причинах понижения в должности упомянул в своих воспоминаниях Н. С. Хрущёв:

Я упомянул Иванова. Он работал в 1959—1962 гг. в Генеральном штабе заместителем начальника. И мы освободили его от этой должности. А я был тогда Председателем Совета Министров СССР и являлся Главнокомандующим Вооружёнными Силами. Мне было его жалко, но сложилась такая ситуация, когда государственный долг требовал пойти на такую жертву, при всём моём большом личном уважении к генералу Иванову. Сейчас уже не помню, в чём конкретно заключалось дело. Он допустил серьёзное упущение с документами. Это случилось как раз в то время, когда у нас был разоблачён шпион Пеньковский. Что-то в Генштабе случилось с документами, и пришлось отстранить от работы Иванова. Мне это было особенно тяжело, потому что я его уважал за прошлое и ценил его работоспособность и трудолюбие. У меня его честность не вызывала и сейчас не вызывает сомнений. Но военное дело требует не одной честности, а и аккуратности, особенно при секретной работе в штабах. Можно быть честным, но если не соблюдать должного порядка, то можно нанести вред, даже того не желая. Враг использует и неряшливость, и любое другое наше упущение. Поэтому мы тогда наказали генерала Иванова, перевели его начальником штаба в Сибирский военный округ.— 
В сентябре 1964 года — апреле 1968 года — командующий войсками Сибирского военного округа. 19 февраля 1968 года С. П. Иванову было присвоено воинское звание «генерал армии». С 24 мая 1968 года по февраль 1973 года был начальником Военной академии Генерального штаба Вооружённых сил СССР имени К. Е. Ворошилова. Автор многих работ по истории военного искусства, учебников для военных вузов, а также мемуаров; главный и ответственный редактор ряда сборников научных трудов. Профессор (1970).

Работать с ним было легко. По характеру спокойный, не злопамятный, заботливый, он умел всегда тактично подсказать, поправить, если что было не так.— 
С февраля 1973 года по 1992 год — военный инспектор-советник Группы генеральных инспекторов Министерства обороны СССР. С 1992 года — в отставке.
С. П. Иванов скончался 26 сентября 1993 года. Похоронен в Москве на Новодевичьем кладбище.

## Семья
С. И. Иванов родился и вырос в обычной сельской семье среднего достатка из смоленского села Поречено. Отец, Павел Иванович, грамотой не владел, он много трудился, поддерживая хозяйство. Мать, Анна Никитична, с трудом могла прочитать несколько строчек, написанных крупным шрифтом. Все свои силы отдавала детям. Семён Павлович в мемуарах писал: «Мы ложились спать, а она продолжала перешивать штанишки со старшего младшему и всё готовила к утру, а когда мы вставали, она уже подавала нам скромный завтрак. Мы не видели, когда она спала».
Из четверых сыновей в семье Ивановых трое — Семён, Фёдор и Пётр — стали генералами. Четвёртый же из братьев, Иван Павлович, погиб в 1943 году под Витебском.
Семён Павлович вырастил дочь Майю Семёновну (род. 1937), учёного-экономиста, профессора. Сын Владимир (род. 1934).

## Воинские звания
- Капитан (1936);
- подполковник (к январю 1939);
- полковник (13.01.1942);
- генерал-майор (14.10.1942);
- генерал-лейтенант (19.01.1943);
- генерал-полковник (19.04.1945);
- генерал армии (19.02.1968).

## Оценки
Руководство Генерального штаба высоко ценило С. П. Иванова. Вот что писал о нём начальник Оперативного управления Генштаба С. М. Штеменко:
Семёна Павловича Иванова можно характеризовать как человека очень твёрдого и решительного, хорошо понимающего своё место в управлении войсками и никогда никому не позволяющего посягнуть на свои права. Кроме обширной общей эрудиции, знания специфики штабной службы он всегда обладал огромной работоспособностью.

Командующий 3-м Украинском фронтом Маршал Советского Союза Ф. И. Толбухин так в своё время аттестовал начальника штаба фронта: 
«Генерал-полковник С. П. Иванов обладает большим оперативно-штабным кругозором, умело руководит работой штаба фронта и подчинённых штабов армий и корпусов. Чётко организует управление войсками. Волевой, смелый, решительный и настойчивый генерал. Достаточно инициативный, выдержанный и дисциплинированный. Физически вполне здоров, отличается особой выносливостью и неутомимостью в работе».

## Награды
- Медаль «Золотая Звезда» Героя Советского Союза № 7775 (08.09.1945);
- четыре ордена Ленина (19.01.1943[10], 08.09.1945, 19.11.1951, 28.08.1987):
- орден Октябрьской Революции (30.08.1977);
- шесть орденов Красного Знамени (19.05.1940, 27.03.1942, 27.08.1943, 30.04.1947, 30.12.1956, 22.02.1968);
- орден Суворова I степени (28.04.1945);
- орден Кутузова I степени (29.06.1945);
- орден Отечественной войны I степени (11.03.1985);
- орден Трудового Красного Знамени (30.08.1967);
- орден Красной Звезды (03.11.1944);
- орден «За службу Родине в Вооружённых Силах СССР» III степени (30.04.1975);
- ряд медалей СССР;
- Почётный гражданин Смоленского района.

иностранные ордена и медали
- Орден Сухэ-Батора (Монголия, 09.08.1966)
- Два ордена Боевого Красного Знамени (Монголия, 06.07.1971, …)
- Орден «За военные заслуги» (Болгария)
- Орден Народной Республики Болгария II степени (Болгария, 14.09.1974)
- Орден Венгерской свободы II степени (Венгрия)
- Орден «Легион почёта» степени офицера (США, 1945)
- Орден Партизанской звезды I степени (Югославия, 1945)
- Ордена Тудора Владимиреску I и II степеней (Румыния)
- Чехословацкий Военный крест (1939) (Чехословакия, 21.12.1943)
- Медаль «За Победу над Японией» (Монголия)
- Медаль «30 лет Победы над милитаристской Японией» (Монголия)
- Медаль «30 лет Халхин-Гольской Победы» (Монголия, 15.08.1969)
- Медаль «40 лет Халхин-Гольской Победы» (Монголия, 26.11.1979)
- Медаль «50 лет Монгольской Народной Армии» (Монголия, 15.03.1971)
- Медаль «50 лет Монгольской Народной Революции» (Монголия, 16.12.1971)
- Медаль «60 лет Вооружённым силам МНР» (Монголия, 29.12.1981)
- Медаль «100 лет Освобождения Болгарии от османского рабства» (Болгария)
- Медаль «90 лет со дня рождения Георгия Димитрова» (Болгария)
- Медаль «100 лет со дня рождения Георгия Димитрова» (Болгария)
- Медаль «25 лет Болгарской народной армии» (Болгария, 1969)
- Медаль «1300 лет Болгарии» (Болгария, 1982)
- Медаль «40 лет Победы над гитлеровским фашизмом» (Болгария, 1985)
- Медаль «За боевое содружество» I степени (Венгрия)
- Медаль «20-я годовщина Революционных Вооружённых сил Кубы» (1976)
- Медаль «30-я годовщина Революционных Вооруженных сил Кубы» (1986)
- Медаль «Братство по оружию» (Польша, 1988)
- Медаль «За укрепление дружбы по оружию» в золоте (ЧССР)
- Медаль «Братство по оружию» в золоте (ГДР)

## Сочинения
- Начальный период войны (По опыту первых кампаний и операций второй мировой войны). / Под общей редакцией генерала армии Иванова С.П. — М.: Воениздат, 1974.
- Иванов С. П. Штаб армейский, штаб фронтовой. — М.: Воениздат, 1990.
- Иванов С. П. О научных основах управления войсками. — Москва: Воениздат, 1975.
- Иванов С. П. Лекции о военном искусстве в Киевской, Балатонской и Венской операциях: Для слушателей первых курсов академий. — Москва, 1972.
- Иванов С. П. Опыт наступательных операций фронтов в Великой Отечественной войне: Лекция для слушателей 1-го курса основного и особого факультетов ВАГШ. — Москва, 1972.
- Иванов С. П. Срыв контрнаступления немецко-фашистских войск у озера Балатон. // Военно-исторический журнал. — 1969. — № 3. — С.14-29.
- Иванов С. П. Генерал армии Штеменко С. М. // Военно-исторический журнал. — 1977. — № 2. — С.124-127.
- Иванов С. П. Маршал Советского Союза Р. Я. Малиновский (К 80-летию со дня рождения). // Военно-исторический журнал. — 1978. — № 11. — С.70-73.
- Иванов С. П. Генерал армии Н. Ф. Ватутин (К 80-летию со дня рождения). // Военно-исторический журнал. — 1980. — № 12. — С.77-79.
- Иванов С. П. Завершение коренного перелома в войне. // Военно-исторический журнал. — 1983. — № 6. — С.12-25.
- Иванов С. П. Полководец советской школы (К 80-летию со дня рождения Маршала Советского Союза А. А. Гречко). // Военно-исторический журнал. — 1983. — № 10. — С.55-60.